# Punomys kofordi
Punomys kofordi là một loài động vật có vú trong họ Cricetidae, bộ Gặm nhấm. Loài này được Pacheco & Patton miêu tả năm 1995.